# Union générale des travailleurs (Brésil)
Pour les articles homonymes, voir Union générale des travailleurs et UGT.
L'União Geral dos Trabalhadores (UGT - Union générale des travailleurs) est un syndicat brésilien formé le 19 juillet 2007 par le rassemblement de la Central Autônoma de Trabalhadores, de la Confederação Geral dos Trabalhadores et de Social Democracia Sindical. Elle est affiliée à la Confédération syndicale des travailleurs et travailleuses des Amériques et à la Confédération syndicale internationale.